# LightDM
LightDM là trình quản lý hiển thị X tự do nguồn mở nhằm mục đích gọn nhẹ, nhanh, có thể mở rộng và đa màn hình. nó có thể được sử dùng trên nhiều front-end khác nhau để tạo giao diện người dùng, được gọi là Greeters.. Nó cũng hỗ trợ Wayland.
LightDM là trình quản lý hiển thị mặc định cho Edubuntu, Xubuntu và Mythbuntu từ bản phát hành 11.10, cho Lubuntu từ bản phát hành 12.04, cho Kubuntu bắt đầu từ 12.10 cho đến 15.04 cho Linux Mint và Antergos.

## Tính năng
Các tính năng bao gồm:
- codebase với rất ít phụ thuộc
- hỗ trợ các công nghệ hiển thị khác nhau (X, Mir, Wayland,...)
- Nhẹ - sử dụng bộ nhớ thấp và hiệu suất nhanh
- Hỗ trợ đăng nhập từ xa (đến - XDMCP, VNC, đi - XDMCP, hỗ trợ plug-in)
- Bộ kiểm tra toàn diện.
- tuân thủ tiêu chuẩn (PAM, logind,...)
- giao diện được xác định rõ giữa máy chủ và giao diện người dùng
- đa desktop (greeters có thể được viết bằng bất kỳ bộ công cụ nào)
- greeter API xác định rõ cho phép nhiều GUI
- hỗ trợ cho tất cả các trường hợp sử dụng trình quản lý hiển thị, với các plug-in khi thích hợp

LightDM codebase đơn giản hơn GDM không tải bất kỳ thư viện GNOME nào để để hoạt động, nhưng với chi phí của một số tính năng, người dùng có thể cần hoặc không cần.

### front-ends
| LightDM Greeters trong sự phát triển tích cực                   | LightDM Greeters trong sự phát triển tích cực                                                                                   | LightDM Greeters trong sự phát triển tích cực | LightDM Greeters trong sự phát triển tích cực                                          |
| Tên                                                             | Tính năng chính | Phiên bản                                     | Website                                                                                |
| --------------------------------------------------------------- | --- | --------------------------------------------- | -------------------------------------------------------------------------------------- |
| GTK Greeter                                                     | Cài đặt tham khảo trong GTK, Lubuntu mặc định, Xubuntu mặc định                                                                 | 2.0                                           | launchpad.net/lightdm-gtk-greeter                                                      |
| Pantheon Greeter                                                | Greeter cho elementary OS | 3.3.1                                         | github.com/elementary/greeter                                                          |
| Unity Greeter                                                   | Ubuntu mặc định | 15.04.3                                       | launchpad.net/unity-greeter                                                            |
| Web Greeter Lưu trữ ngày 3 tháng 9 năm 2019 tại Wayback Machine | Greeter mặc định cho Antergos. Dùng HTML/Javascript cho theming Lưu trữ ngày 7 tháng 10 năm 2016 tại Wayback Machine            | 2.2.5                                         | github.com                                                                             |
| Dormant LightDM Greeters                                        | |                                               |                                                                                        |
| Tên                                                             | Tính năng chính | Phiên bản                                     | Website                                                                                |
| Crowd Greeter                                                   | Trình diễn cho một Greeter dựa trên OpenGL                                                                                      | 0.0.2                                         | launchpad.net/crowd-greeter                                                            |
| GTK Builder Greeter                                             | Một triển khai thay thế từ LXDE cho GTK dựa trên GtkBuilder có tính năng chỉnh sửa chủ đề WYSIWYG với Glade Interface Designer. | 0.2.0                                         | lxde.git.sourceforge.net/git/gitweb.cgi?p=lxde%2Fldm-gtk-builder-greeter%3Ba%3Dsummary |
| KDE Greeter                                                     | Plasma 4, Kubuntu mặc định cho đến khi thay thế bởi SDDM                                                                        | 0.3.2.2                                       | github.com/KDE/lightdm                                                                 |
| LXQt Greeter                                                    | Qt-only Greeter cho LXQt (trước đây là Razor Greeter) cho đến khi thay thế bởi SDDM                                             | 0.7                                           | git.lxde.org/gitweb/?p=lxde%2Flxqt-lightdm-greeter.git%3Ba%3Dsummary                   |
| Qt Greeter                                                      | Cài đặt tham khảo trong Qt | —                                             | launchpad.net/lightdm-qt-greeter                                                       |
| WebKit Greeter                                                  | Dễ dàng theo chủ đề | 2.0.0                                         | launchpad.net/lightdm-webkit-greeter                                                   |